# Завод азотних добрив у Талчері
Завод азотних добрив у Талчері – колишнє підприємство хімічної промисловості в індійському штаті Одіша.
Завод, який став до ладу в 1980-му, використовував вуглехімічну технологію (що, зокрема, пояснює вибір для нього майданчику у вуглевидобувному регіоні на північному сході країни). Шляхом газифікації вугілля тут отримували аміак, який далі перетворювали на добриво – сечовину. Добова потужність підприємства становила 900 тон аміаку та 1500 тон сечовини.
Через проблеми із постачання електроенергії, а також застарілу технологію завод мав проблеми із рентабельністю і в 2002-му його зупинили. Можливо відзначити, що на сусідньому майданчику в 1985 році вікрили завод з виробництва важкої води, технологія якого передбачала використання аміаку. Проблеми азотного заводу відповідним чином позначились і на цьому підприємстві, яке припинило виробництво важкої води в 1994-му. 
У підсумку на тлі зростання потреби у добривах уряд Індії вирішив реанімувати кілька закритих виробничих майданчиків із використанням сучасних технологій. Для майданчику в Талчері створили компанію Talcher Fertilizers Limited a Joint Venture Company, учасниками якої стали Rashtriya Chemical & Fertilizers Limited (займається виробництвом добрив у штаті Махараштра), вуглевидобувна Coal India Limited та газотранспортна GAIL (по 31,85%), а також виробник добрив Fertilizer Corporation of India (раніше володіла майданчиком у Талчері, а в новому проекті отримала 4,45%). Введення в дію нового заводу добовою потужністю 2200 тон аміаку та 3850 тон сечовини (1,26 млн тон на рік) заплановане на 2023/2024 бюджетний рік. Він так само використовуватиме технологію газифікації вугілля та щорічно потребуватиме 2,5 млн тон цієї сировини. Енергетичні потреби підприємства має забезпечувати власна вугільна електростанція.